# Jacques Hadamard
Jacques Salomon Hadamard [žak salomon adamár] (8. prosince 1865 Versailles, Francie – 17. října 1963 Paříž) byl francouzský matematik a profesor na univerzitě a polytechnice v Paříži, člen Francouzské akademie věd a mnoha dalších. Zabýval se teorií čísel (dokázal asymptotický zákon o rozložení prvočísel), teorií diferenciálních rovnic a teoretickou mechanikou. Zpracoval teorii celých analytických funkcí a ovlivnil vývoj funkcionální analýzy.

## Život a působení
Narodil se v rodině Amédée Hadamarda, který učil gramatiku, historii a geografii na gymnáziu ve Versailles. Roku 1868 se rodina přestěhovala do Paříže, kde otec učil na prestižních gymnáziích Lycée Charlemagne a Lycée Louis-le-Grand. Tam Jacques roku 1883 také maturoval s vyznamenáním z matematiky a mechaniky. V letech 1884–1888 studoval na École normale supérieure, kde mezi jeho učiteli byl také Charles Hermite, a pak učil na lyceu. Roku 1892 obhájil doktorát za práci o funkcích definovaných Taylorovou řadou a obdržel Grand Prix matematických věd za práci o prvočíslech (konkrétně za pojednání o Riemannově zeta funkci). Téhož roku se oženil s Louise-Anne Trénel a odstěhovali se do Bordeaux, kde se Hadamard stal roku 1896 profesorem.
Publikoval mnoho významných prací, zejména důkaz prvočíselné věty (1896), a v Bordeaux se narodili jeho dva nejstarší synové. Roku 1897 získal místo na Sorbonně a přestěhoval se do Paříže. Za antisemitské kampaně 1898 se zastal Alfreda Dreyfuse, což byl jeho švagr. V tomtéž roce vyšel kromě významných prací o diferenciálních rovnicích, geodézii a optice i první díl jeho přednášek o geometrii a obdržel Ponceletovu cenu. V letech 1897–1902 se narodil další syn a dvě dcery. 1906 byl zvolen presidentem francouzské matematické společnosti, 1912 se stal profesorem na École Polytechnique a byl zvolen členem francouzské Akademie věd na místo po zemřelém Henri Poincaré.
Roku 1916 padli oba jeho nejstarší synové v bitvě u Verdunu. Po válce přednášel na polytechnice i na Collège de France a hodně cestoval, také do USA. Tam po obsazení Francie 1940 s rodinou emigroval a přednášel na Columbia University, roku 1944 padl ve válce jeho třetí syn. Po válce se vrátil do Francie a angažoval se v mírovém hnutí, roku 1951 byl prvním mezinárodním laureátem Ceny A. Feltrinelliho.